# Edgardo Morpurgo
Edgardo Morpurgo (Trieste, 27 agosto 1866 – Roma, 22 aprile 1948) è stato un imprenditore e dirigente d'azienda italiano, uomo di primo piano nella storia delle Assicurazioni Generali.

## Biografia
Nasce da una famiglia di lontana origine askenazita di Marburg e residente in città da secoli: un privilegio datato 10 ottobre 1509 era stato concesso ad un feneratore dal nome Isacco di Marpurg dall'imperatore Massimiliano I d'Asburgo. Nella seconda metà del 1800 numerosi rappresentanti della famiglia Morpurgo si erano imposti nel mondo degli affari, delle banche e delle assicurazioni, al punto che Giuseppe, uno dei fondatori del "Lloyd Adriatico", ed il fratello Elio, membro della direzione "Lloyd", erano stati insigniti del titolo baronale.
Edgardo entrò alle "Assicurazioni Generali" a 17 anni ed iniziò una brillante carriera che lo vide perfezionare la propria preparazione tecnica e culturale a Budapest, in Grecia, in Argentina, poi in Spagna e in Francia. Agli inizi del Novecento ormai è noto nei più importanti ambienti assicurativi europei e dirige a Milano la "Anonima Infortuni", una importante consorella delle "Assicurazioni Generali".
Il 30 novembre 1907, in qualità di direttore generale della "Anonima Infortuni" insieme a Carlo Pesaro e al suo omologo Pio Pontremoli della "Erste Allgemeine Schaden- und Unfallversicherung" firmò un trattato per la fondazione di una società contro gli infortuni e le responsabilità civili nel "Regno di Spagna e Colonie" con sede in Barcellona, per conto delle Assicurazioni Generali.
Nel 1911 è a Venezia e da questa sede guida la lotta contro il progetto di Giolitti di statalizzazione delle assicurazioni del ramo vita, autorevolmente spalleggiato dal console austriaco che fa visita al presidente del consiglio italiano, allarmato dal progetto di legge che avrebbe danneggiato gli interessi del capitale austriaco in Italia rappresentato dalla Compagnie triestine. Durante il periodo di residenza a Venezia favorisce la presenza delle "Assicurazioni Generali" nel "Credito Industriale di Venezia", stringendo buoni rapporti con il gruppo Giuseppe Volpi.
Nel 1913 assume la carica di direttore generale della sede centrale di Trieste. Nel 1915 è a Roma e cinque anni dopo viene nominato presidente delle "Assicurazioni Generali", carica che manterrà per diciotto anni, fino al varo delle leggi razziali nel 1938.
Dotato di notevole capacità, ben inserito nella élite economica e politica di Trieste, godette di appoggi politici ad altissimo livello, come testimonia Rino Alessi, amico personale del duce, che in una pagina di Trieste viva ricorda che Mussolini “in ripetute occasioni parlando con la cugina di lui – l'illustre scrittrice Margherita Sarfatti – e con noi, aveva sempre dichiarato di considerarlo una delle più alte personalità del mondo finanziario nazionale, un ambasciatore dell'economia italiana nei paesi, dove il nome delle “Assicurazioni Generali” godeva di una reputazione come pochissime altre società internazionali del genere”.
Sotto la sua guida, la presenza a livello mondiale delle Assicurazioni ebbe un forte impulso: in occasione del centenario della sua fondazione l'Istituto poteva vantare oltre trenta società affiliate, delle quali solo 6 in Italia e tutte le altre disseminate in ogni parte del mondo.
Quando nel 1938 vennero varate le leggi razziali molti altissimi dirigenti delle Assicurazioni Generali e della RAS – “le cittadelle giudaiche”, come le indicava minacciosamente e con disprezzo il giornale Il Popolo di Trieste – vennero allontanati: Edgardo Morpurgo dichiarò diplomaticamente di “ritirarsi” dalla carica di presidente e di amministratore delegato ed al suo posto venne subito nominato un uomo di fiducia del regime, il conte Giuseppe Volpi.
Fino all'ultimo proclamò la sua fiducia nel Duce e nella sua politica imperiale, come testimoniano le parole scritte all'indomani della visita di Mussolini a Trieste: “L'immagine del grande capo del nostro Paese mi ha costantemente sorretto in questi anni di lotta e di duro lavoro. […] Udire, Duce, la vostra voce risuonante nella mia città mi ha profondamente commosso il mio animo di triestino. Oggi, domani, sempre ai Vostri ordini”. Quasi un anno dopo, quando ormai le intenzioni del regime nei confronti della questione ebraica erano chiare, Edgardo Morpurgo presentò nuovamente le sue proposte di collaborazione a Mussolini, dichiarandosi sempre “ai Vostri ordini” e rivendicando i vecchi meriti e le vecchie relazioni personali: “io non cerco né onori né guadagni, ma finché vivo, vorrei stare ligio alla vecchia medievale divisa: “Servir”.
Morì nel 1948 a Roma, poco tempo dopo il suo rientro dall'esilio in Argentina.